# Ski Challenge
Ski Challenge ist ein 3D-Computerspiel aus dem Jahr 2004. Es wurde vom österreichischen Spiele-Entwickler Greentube in Zusammenarbeit mit dem österreichischen ORF  entwickelt. Der ORF war bis zur Ski Challenge 2011 der zentrale Veranstalter des Online-Wettkampfs in Österreich. Beteiligt waren in den verschiedenen Versionen auch weitere internationale Medienpartner aus Fernsehen und Printlandschaft.
Bei der Ski Challenge handelt es sich um eine realitätsnahe Simulation zahlreicher Abfahrtsstrecken des Alpinen Skiweltcups. Im Jahr 2011 wurden auch Super-G-Strecken gefahren, im Jahr 2014 kam der Parallel-Slalom von München als Bonusveranstaltung dazu. Die Teilnahme ist kostenlos, enthält aber die Einschaltungen zahlreicher Werbepartner der jeweiligen Medienpartner, die überwiegend in die Werbeflächen der Rennstrecken eingebettet sind und somit das Spielgeschehen nicht stören. Steuerung als auch Perspektiven wurden bewusst schlicht gehalten, um auch ungeübten Spielern einen schnellen Einstieg zu ermöglichen. Mittlerweile ist das Spiel auch direkt online über den Webbrowser als auch über mobile Geräte wie Tablets und Smartphones spielbar.
Die Weiterentwicklung des Spiels wurde am 19. September 2016 offiziell eingestellt. Es erschien aber unter dem Namen „Offline Challenge“ bzw. „Online Challenge“ ein inoffizielles Fortsetzungsprojekt aus der Community.
Ende August 2022 wurde bekannt gegeben, dass das Spiel im Herbst 2022 auf Mobilgeräten offiziell zurückkehren wird.

## Spielprinzip
Das Spiel selbst ist eine Simulation, bei der man mit einem virtuellen Fahrer so schnell wie möglich ins Ziel fahren muss. Ziel des Spiels ist es, die Strecke in möglichst geringer Zeit zu fahren, ohne diese zu verlassen (Torfehler) oder zu stürzen. Beim Rennen spielt das Wetter eine wichtige Rolle. Es gibt zwar nur drei Wettersituationen (Sonne, Schnee, Eis), doch bestehen gewisse Unterschiede bei der Bodenbeschaffenheit, was zu einer leicht veränderten Fahrweise und anderen Zeiten führt. Deshalb kann man in der Qualifikationsphase auch aus allen drei Wettersituationen auswählen, wodurch man die Unterschiede rasch bemerkt. Es gibt verschiedene Ski-Voreinstellungen (Anfänger- und Rennskis), wobei der Anfängerski lediglich eine Starthilfe darstellt dank besserer Handhabung und geringerem Tempo. Seit der Version 2007 können die Werte der Skis auch selbst gewählt werden.
Zur Verbesserung der eigenen Fähigkeiten besteht die Möglichkeit, die beste Fahrt eines beliebigen Spielers (auch die eigene) als sogenannten „Geist“ einzublenden. Es gibt zahlreiche Arten von Bestenlisten und es können auch Skiclubs gegründet werden, die dann ebenfalls über eine teaminterne Bestenliste verfügen. Das Spiel erscheint seit der 2005er-Version jährlich neu.
Die Ski Challenge bietet nur relativ beschränkte Möglichkeiten zur Konfiguration und Änderung der Perspektive, um für die Spieler eine Chancengleichheit zu schaffen. Gesteuert wird das Spiel über die Tastatur oder über ein angeschlossenes Gamepad. Man kann zwischen der Rückenperspektive (Standard) und der Ego-Perspektive wechseln.

## Strecken
Im Laufe der Jahre wurden viele Strecken ins Spiel integriert, welche in den verschiedenen Jahren gefahren wurden. Dabei waren lediglich die Klassiker von Kitzbühel und Bormio in allen Versionen enthalten. Folgende Tabelle liefert eine Übersicht über alle Strecken und ob sie in der aktuellen Version enthalten sind.
| Strecke                                 | Land               | Typ               | 2014 | 2015       | 2016       |
| --------------------------------------- | ------------------ | ----------------- | ---- | ---------- | ---------- |
| Pista Stelvio, Bormio                   | Italien            | Abfahrt           | ja   | ja         | ja         |
| Streif, Kitzbühel                       | Osterreich         | Abfahrt           | ja   | ja         | ja         |
| Saslong, Gröden                         | Italien            | Abfahrt           | ja   | ja         | ja         |
| Lauberhornabfahrt, Wengen               | Schweiz            | Abfahrt           | ja   | ja         | ja         |
| WM-Abfahrt, Åre                         | Schweden           | Abfahrt           | nein | nein       | nein       |
| OK-Piste, Val-d’Isère                   | Frankreich         | Abfahrt           | nein | nein       | nein       |
| Kandaharabfahrt, Garmisch-Partenkirchen | Deutschland        | Abfahrt           | ja   | ja         | ja         |
| La face de Bellevarde, Val-d’Isère      | Frankreich         | Abfahrt / Super-G | nein | ja (Bonus) | ja (Bonus) |
| Birds of Prey, Beaver Creek             | Vereinigte Staaten | Abfahrt / Super-G | ja   | ja         | ja         |
| Whistler Mountain                       | Kanada             | Abfahrt           | nein | nein       | nein       |
| Planai, Schladming                      | Osterreich         | Abfahrt           | nein | ja (Bonus) | ja (Bonus) |
| Rosa Chutor, Sotschi                    | Russland           | Abfahrt           | ja   | ja (Bonus) | ja (Bonus) |
| Olympiaberg, München                    | Deutschland        | Parallel-Slalom   | ja   | ja         | nein       |
| Corviglia, St. Moritz                   | Schweiz            | Abfahrt           | nein | nein       | ja         |

## Versionen

### Ski Challenge 2005
Im Jahr 2004 erschien die erste Version der Ski Challenge. Das Spiel bestand aus zwei Einzeldownloads mit jeweils einer Strecke (Kitzbühel und Bormio), die kurz vor dem Rennen bereitgestellt wurden. Es gab die Wahl zwischen Anfänger- und Classic-Ski. Bei der SC:05 war nur Österreich am Start. Das Spiel verzeichnete damals 800.000 Downloads.

### Ski Challenge bis 2010
- SC06: Im Jahr 2006 enthielt Ski Challenge bereits das System zur automatischen Aktualisierung, wodurch nachträglich Änderungen nachgereicht werden konnten. Es gab vier verschiedene Ski-Typen, darunter den Anfänger-Ski und drei Rennskis (Classic, Race und Extreme). Das Spiel umfasste die Strecken von Gröden, Bormio, Wengen und Kitzbühel. Teilnehmende Nationen waren Österreich und die Schweiz. Es gab neben der Einzelwertung auch eine Skiclubwertung und eine Bundesländerwertung. Diese Version wurde rund zwei Millionen Mal heruntergeladen.
- SC07: 2007 kam zu den vier Strecken von 2006 Åre neu hinzu. Zur Auswahl standen ebenso wie 2006 der Anfänger-, Classic- und Extrem-Ski, und es bestand zusätzlich die Möglichkeit, die Eigenschaften des Skis (Gleiten, Kanten und Drehen) selbst abzustimmen. Die 2007er-Version hatte keinen besonders guten Start, da in der Startphase einige Bugs aufgetreten waren, die zum Teil aber innerhalb einer Woche durch Aktualisierungen behoben werden konnten. Allerdings wurde auch ein Reset der Qualifikationswertungen mit dem Update nötig. Gestartet wurde die Saison mit Österreich und der Schweiz als Veranstalter, kurz vor dem ersten Rennen in Gröden kam Deutschland hinzu. Norwegen stieg mit Bormio in das Renngeschehen ein und Schweden folgte in Kitzbühel. Somit waren fünf Nationen am Start. Insgesamt waren am Ende drei Millionen Spieler weltweit am Start. Am 17. Februar 2007 fand im Wiener Eventlokal Goleador die erste Weltmeisterschaft der Ski Challenge statt. Startberechtigt waren von allen Teilnehmerländern die Top-3-Fahrer und dazu noch Wildcardfahrer, womit insgesamt 20 Fahrer an der Weltmeisterschaft live vor Publikum teilnahmen. Die Teilnehmer fuhren in vier Fünfergruppen zuerst eine Vorrunde, wobei jede Gruppe eine Strecke und ein bestimmtes Wetter zugelost erhielt. Die besten zwei Fahrer jeder Gruppe stiegen ins Finale auf und fuhren um den Weltmeistertitel. Das Besondere an der Weltmeisterschaft war, dass man im Unterschied zu den Online-Rennen nur einen Versuch zur Verfügung hatte – dies stellte eine völlig neue Herausforderung für die Teilnehmer dar, da nun nicht nur Geschwindigkeit, sondern zuerst die Sicherheit wichtig war.
- SC08: 2007 fand erstmals Ende September ein geschlossener Betatest für die SC08 statt, wobei erfahrene Spieler zum Zug kamen.[3] Start der SC:08 war am 4. Dezember. Da in diesem Jahr in Åre real kein Rennen stattfand, wurde die Abfahrt von Val-d’Isère auf der Piste Oreiller-Killy stattdessen in den Rennkalender aufgenommen. Auch 2008 kamen neue Länder zur Ski Challenge dazu: Österreich, die Schweiz, Deutschland und Norwegen waren erneut dabei, neu waren die Länder Slowenien, Kroatien und Kanada.[4] Der Saisonstart der SC:08 ging wesentlich besser über die Bühne als im Vorjahr, wohl auch aufgrund der Tatsache, dass man keine komplette Neuentwicklung des Spiels anstrebte, sondern vielmehr die Vorjahresversion weiterentwickelte. Die Physik des Spiels wurde gemeinsam mit den Ski-Einstellungen komplett überarbeitet, weiters entfernte man die großteils ungeliebte „Ruckeltechnik“ aus dem Spiel. Auch gab es keine nennenswerten Probleme mit Bugs und Programmfehlern. Den Soundtrack zum Spiel lieferte die österreichische Crossover-Band Excuse Me Moses mit Godzilla Killa (Superhero).
- SC09: Im folgenden Jahr wartete die SC:09 auch mit einigen Neuerungen auf, so wurde die Strecke in Gröden komplett überarbeitet, Garmisch-Partenkirchen war erstmals bei der SC dabei und in Val-d’Isère wurde heuer nicht mehr auf der OK-Piste gefahren, sondern auf La Face de Bellevarde, wo auch die Alpinen Skiweltmeisterschaften 2009 stattfanden. Außerdem war es die erste Ski Challenge die auch auf Apple Computern spielbar war. Den Soundtrack zur SC:09 lieferte die österreichische Band Morton mit Started to run.
- SC10: Die SC:10 enthielt 2 neue Pisten. Die eine war Beaver Creek, die andere die Olympiastrecke von Whistler Mountain. Den Soundtrack lieferte die österreichische Pop-Band Herbstrock mit Spring um dein Leben.

#### Einmalig fahrbare Strecken
WM-Abfahrt, Åre (2007)
 Whistler Mountain (2010)

### Ski Challenge 2011
Die Ski Challenge kam am 23. November 2010 auf den Markt. Medienpartner der folgenden Länder traten als Veranstalter des Spiels auf: Österreich, Schweiz, Deutschland, Frankreich, Norwegen, Rumänien. Neben einer grafischen Überarbeitung des Spiels wurde ein Achievement-System direkt in das Spiel integriert, das Gruppenrennen-Feature funktionell erweitert, sowie mit dem Hardcore-Modus ein Spiel-Modus geschaffen, bei dem der Spieler direkt in der 1st-Person-Perspektive ohne eingeblendete HUD-Elemente (Zeit, Speed, Sprungweite) das Rennen aus Sicht eines realen Rennläufers bestreiten kann. Erstmals war die mobile Version des Spiels als iOs-App verfügbar.

#### Spezielle Strecken der Version 2011

##### Weltcup
La face de Bellevarde (Super-G), Val d’Isère

### Ski Challenge 2012
Die Ski Challenge 2012 startete am 29. November mit Medienpartnern in der Schweiz und Frankreich. Erstmals trat auch die Online-Spieleplattform GameTwist als Medienpartner der internationalen Edition des Spiels auf. Zudem konnte die Ski Challenge in dieser Saison zum ersten Mal mittels Plugin direkt im Browser gespielt werden. Ebenso war das Spiel als mobile Version (iOS- und Android-App) verfügbar.

### Ski Challenge 2013
Die Ski Challenge 2013 startete am 4. Dezember 2012 mit einer von GameTwist gesponserten internationalen Version, des Weiteren kam es erneut zu einer Medienpartnerschaft in der Schweiz. Als neue Abfahrtsstrecke wurde Schladming in den Rennkalender aufgenommen. Der Minimode kann auf allen Strecken gefahren werden. Den Soundtrack lieferte die österreichische Band Black Copper Marans. Auch in diesem Jahr wurde die mobile Version (iOS- und Android-App) angeboten.

#### Strecken und Wettkampftermine

##### Weltcup
Saslong, Gröden
14. Dezember 2012 – 16. Dezember 2012
 Pista Stelvio, Bormio
28. Dezember 2012 – 30. Dezember 2012
 Lauberhornabfahrt, Wengen
18. Januar 2013 – 20. Januar 2013
 Streif, Kitzbühel
25. Januar 2013 – 27. Januar 2013

##### Weltmeisterschaft
Planai, Schladming
15. Februar 2013 – 17. Februar 2013

### Ski Challenge 2014
Die Ski Challenge 2014 startete am 26. November 2013, verfügbar als Desktop-Version für PC/MAC sowie als iOS- und Android-App. Die Online-Spieleplattform GameTwist trat wiederum als internationaler Veranstalter auf, erneut kam es zu einer Medienpartnerschaft in der Schweiz. Neben einer kompletten grafischen Überarbeitung des GUI enthielt das Spiel als Strecke erstmals den Parallel-Slalom von München und die Abfahrtsstrecke Sochi, sowie sogenannte Minimodes, welche dem Spiel zusätzliche Optionen geben und für mehr Abwechslung sorgen sollen. Diese Minimodes haben Namen wie Blitzeis, Arcade, Zeitbombe etc.

#### Weltcup
Birds of Prey, Beaver Creek
6. Dezember 2013 – 8. Dezember 2013
 Saslong, Gröden
20. Dezember 2013 – 22. Dezember 2013
 Pista Stelvio, Bormio
27. Dezember 2013 – 29. Dezember 2013
 Lauberhornabfahrt, Wengen
17. Januar 2014 – 19. Januar 2014
 Streif, Kitzbühel
24. Januar 2014 – 26. Januar 2014
 Kandaharabfahrt, Garmisch-Partenkirchen
31. Januar 2014 – 2. Februar 2014

#### Zusatzrennen
Rosa Chutor, Sotschi
7. Februar 2014 – 9. Februar 2014

#### Parallel-Slalom München
Olympiaberg, München

### Ski Challenge 2015
Die Ski Challenge 2015 startete am 25. November 2014, verfügbar als Desktop-Version für PC/MAC sowie als iOS- und Android-App. Genau wie im Jahr zuvor wieder trat die Online-Spieleplattform GameTwist als internationaler Veranstalter auf und es gab auch wieder eine Partnerschaft mit der Schweiz. Neuerungen waren die Personalisierungsmöglichkeiten des Schifahrers in der Desktop-Variante sowie die Erweiterung der Minimodes, die in dieser Version Bonusrennen heißen, auf die mobilen Versionen. Das Spiel enthielt als Strecke wieder den Parallel-Slalom von München, sowie die Minimodes mit Namen wie Blitzeis, Arcade, Zeitbombe etc.

#### Weltcup
Birds of Prey (Skipiste), Beaver Creek
5. Dezember 2014 – 7. Dezember 2014
 Saslong, Gröden
19. Dezember 2014 – 21. Dezember 2014
 Pista Stelvio, Bormio
26. Dezember 2014 – 28. Dezember 2014
 Lauberhornabfahrt, Wengen
16. Januar 2015 – 18. Januar 2015
 Streif, Kitzbühel
23. Januar 2015 – 25. Januar 2015
 Kandaharabfahrt, Garmisch-Partenkirchen
27. Februar 2015 – 1. März 2015

#### Weltmeisterschaft
Birds of Prey (Skipiste), Beaver Creek
6. Februar 2015 – 8. Februar 2015

#### Parallel-Slalom München
Olympiaberg, München

#### Bonusstrecken
Planai, Schladming

 La face de Bellevarde (Super-G), Val-d’Isère

 Rosa Chutor, Sotschi

### Ski Challenge 2016
Die Ski Challenge 2016 startete am 25. November 2015, wieder verfügbar als Desktop-Version für PC/MAC sowie als iOS- und Android-App. Genau wie im Jahr zuvor wieder trat die Online-Spieleplattform GameTwist als internationaler Veranstalter auf. Neu gab es einen Wettbewerb auf den Bonusstrecken, den Bonuscup. Der Parallelslalom am Olympiaberg in München war nicht mehr beinhaltet.

#### Weltcup
Birds of Prey (Skipiste), Beaver Creek
4. Dezember 2015 – 6. Dezember 2015
 Saslong, Gröden
18. Dezember 2015 – 20. Dezember 2015
 Pista Stelvio, Bormio
28. Dezember 2015 – 30. Dezember 2015
 Lauberhornabfahrt, Wengen
15. Januar 2016 – 17. Januar 2016
 Streif, Kitzbühel
22. Januar 2016 – 24. Januar 2016
 Kandaharabfahrt, Garmisch-Partenkirchen
29. Januar 2016 – 31. Januar 2016
 Corviglia, St. Moritz
18. März 2016 – 20. März 2016

#### Bonusstrecken
La face de Bellevarde (Super-G), Val-d’Isère
11. Dezember 2015 – 13. Dezember 2015
 Rosa Chutor, Sotschi
12. Februar 2016 – 14. Februar 2016
 Planai, Schladming
4. März 2016 – 6. März 2016

#### Offline Challenge / Online Challenge
Ab der Saison 2016/17 wurden von der Community modifizierte Versionen der Ski Challenge 2016 veröffentlicht. Die Spieler haben dabei die Möglichkeit, über ein zusätzliches Programm ihre eigenen Ergebnisse hochzuladen und die Ergebnisse anderer Spieler herunterzuladen.

### Ski Challenge 2022
Nach einer Beta-Phase veröffentlichte der österreichische Spieleentwickler Greentube in Kooperation mit Swiss-Ski, dem Österreichischen Skiverband und dem Deutschen Skiverband am 13. Oktober 2022 nach knapp 6 Jahren Pause eine neue, von Grund auf verbesserte Version der Ski Challenge. Neben Kitzbühel, Garmisch-Partenkirchen, Bormio und Wengen ist erstmals auch Zermatt mit einer Rennstrecke im Spiel vertreten.
Michael Bauer, CEO von Greentube, kündigte zudem schon für November und Dezember weitere zusätzliche Neuerungen und Updates an.

## Resonanz und Auszeichnungen
Das Spiel erhielt im Jahr 2007 den Jury-Preis bei den Austrian Gamers Choice Awards. Dieser Preis wird für besondere Leistungen eines Österreichischen Entwicklers bzw. einer Österreichischen Idee in Bezug auf Computer- und Videospiele vergeben. Eine ebenfalls besondere Auszeichnung für die Ski Challenge war der Golden Award of Montreux im Bereich Web für eine außerordentliche cross-mediale Umsetzung des 3D Spieles.